# Порівняння ісламських та єврейських дієтичних законів
Ісламські закони про дієту (халяль) і єврейські закони про дієту (кашрут; англійською мовою кошер) надзвичайно детальні та містять як точки подібності, так і розбіжності. Обидва є дієтичними законами та описані в різних релігійних текстах: пояснення ісламського кодексу законів, що міститься в Корані та Сунні, та єврейського кодексу законів, що міститься в Торі, Талмуді та Шульхан аруху.
Як правило, більшість кошерних продуктів, що не містять алкоголь, також є халяльними. Однак є деякі винятки, і в цій статті перераховано подібності та відмінності між двома законами.

## Класифікація речовин

### Подібності
- Свинина заборонена обома віруваннями.[2] Тварини з іклами (тобто коти, собаки, леви, ведмеді) також заборонені обома віруваннями, а також амфібії та рептилії.
- Майже всі тварини, які є кошерними, також є халяльними, наприклад велика рогата худоба та бикові.[3]
- Щоб бути кошерними, водні тварини повинні мати луску та плавники. Більшість сунітських шкіл дотримуються тлумачення, що всі істоти з океану, моря чи озера вважаються халяльними (за винятком ханафійської школи, яка вимагає, щоб це була риба).

 Проте дванадцять мусульман-шиїтів вважають, що лише морські істоти, які мають луску, є халяльними, але роблять виняток для деяких ракоподібних; креветки і креветки, але не лобстери. Це схоже на єврейський закон, за винятком плавників.
- Відповідно до однієї з двох ісламських точок зору, желатин допустимий лише в тому випадку, якщо він походить від дозволеної тварини, але згідно з іншою ісламською точкою зору, желатин є халяльним, незалежно від його джерела, через хімічну трансформацію[6][7], оскільки для іудаїзму зазвичай кошерний желатин походить із кісток кошерної риби,[джерело?] або є веганським замінником, таким як агар. Іудаїзм вважає, що тільки желатин, виготовлений із кошерних тварин або кошерної риби, по суті, є «кошерним желатином».
- Майже всі комахи заборонені обома наборами законів, хоча школа Малікі сунітського ісламу дозволяє їсти комах за умови, що вони будь-яким способом мертві. Кілька кошерних комах — це специфічні види сарани та окридів (див. кошерна сарана), які сьогодні не вживаються в їжу в більшості єврейських громад, і невідомо, який вид дозволений (винятком є єменські євреї, які стверджують, що зберегли ці знання);[8] однак усі види сарани вважаються халяльними в шаріаті.[9][10]

### Відмінності
- Щоб речовина була халяльною, вона не повинна містити будь-якого алкоголю. Однак існує різниця між додаванням алкоголю в їжу, що абсолютно заборонено, і невеликими кількостями, які є природними, наприклад, апельсиновим соком. За винятком виноградного вина та виноградного соку (які мають бути виготовлені під наглядом євреїв), кашрут дозволяє споживання будь-якого алкоголю (окрім мескалю, виготовленого з хробака/личинки)[11], якщо він містить кошерні інгредієнти (за винятком будь-яких екстрактів винограду без нагляду).[12][ невдала перевірка ][13]
- Список тварин, заборонених кашрутом, є більш обмежувальним, оскільки кашрут вимагає, щоб ссавці були кошерними і мали жувати жуйку та мати роздвоєні копита. Таким чином, деякі тварини, такі як верблюди та кролики, є халяльними, але не кошерними.
- Кашрут вимагає суворого розділення молочних і м'ясних продуктів, навіть якщо вони кошерні.
- Згідно з єврейськими дієтичними законами, обладнання для приготування їжі не може контактувати як з м'ясом, так і з молочними продуктами. Як кухонне начиння, так і посуд, що використовується, повинні бути призначені або для того, або для іншого.[14]
- Вино було дуже важливим у ранньому іудаїзмі. У єврейському Талмуді сказано, що вино є альтернативою іншим лікам. Вино дозволено всім євреям, якщо воно кошерне. Для того, щоб вино було кошерним, воно має бути виготовлене з усіх кошерних інгредієнтів, і весь процес від збору винограду до процесу розливу вина має контролюватися або створюватися іншими євреями. Це також частина суботньої вечері та багатьох інших ритуалів. Особливо пасхальний седер, де частиною ритуалу для єврейської традиції є випивання кожною людиною чотирьох чашок вина. Виноградний сік також є прийнятною заміною алкогольного побратима. Також вино рекомендують пити під час єврейського свята Пурим. Тим часом в ісламі алкоголь вважається морально та соціально неприйнятним і не використовується в будь-яких релігійних процесах (виняток становлять суфії Бекташі, які заохочують його як частину своїх вірувань).[15][16]

## Забій
Шхита — ритуальний забій ссавців і птахів згідно з єврейським законом. Dhabihah — це метод, який використовується для забою тварини в ісламській традиції. Шчита вимагає, щоб тварина була у свідомості, і це означає, що сучасна практика оглушення електрикою, газом або ударом перед забоєм заборонена. Більшість мусульманських авторитетів також забороняє використання електричного, газового або ударного оглушення.[джерело?] Однак інші органи влади стверджують, що оглушення дозволено, якщо воно не є прямою причиною смерті тварини.

### Подібності
- І шчита, і дхабіха передбачають розрізання шиї тварини гострим лезом за одну чисту спробу, щоб перерізати головні кровоносні судини.[18]
- Обидва вимагають зливання крові тварини.[18]
- Як ісламська, так і єврейська кулінарні практики вимагають, щоб м'ясо та птиця були ретельно перевірені членом відповідної релігії перед споживанням.[14]
- Крім того, обидві релігії підкреслюють, що м'ясо має бути ритуально зарізане, а не просто знайдене.[14]

### Відмінності
- В іудаїзмі лише той, хто пройшов спеціальну підготовку і вивчив усі закони шхити, може різати кошерних тварин. Проте дхабіха може виконувати будь-який «розсудливий повнолітній мусульманин… дотримуючись правил, встановлених шаріатом».[19] Деякі ісламські авторитети стверджують, що дхабіха також може виконувати особа, яка дотримується будь-якої авраамічної релігії, відома в шаріаті як Люди Писання.[18]
- Дхабіха вимагає, щоб ім'я Бога вимовлялося перед кожною забоєм.[джерело?][потрібне цитування] Існує справжня відмінність у думках щодо згадування імені Бога, якщо його вбивають євреї чи християни.[18] (див. Ісламське поняття Бога). Однак мусульманин повинен буде згадати ім'я Бога перед споживанням дхабіхи, якщо воно не згадується під час заклання.[джерело?][потрібне цитування] (Заради простоти це питання містить деталі, про які тут не згадувати.) М'ясо дхабіха за визначенням — це м'ясо, забите згідно з шаріатом, і ім'я Бога вимовляється перед забоєм. У шхиті читається благословення Богу перед початком безперервного періоду забою; якщо шхита не має тривалої паузи, переривання або іншим чином не втрачає концентрації, це благословення поширюється на всіх тварин, забитих у цей період. Це благословення відповідає стандартній формі благословення перед більшістю єврейських ритуалів («Благословенний ти, Боже, що освятив нас Своїми заповідями і наказав нам [таке-то]», у цьому випадку шхита).[джерело?][потрібне цитування] Загальне правило в юдаїзмі полягає в тому, що для ритуалів, які мають пов'язане благословення, якщо хтось опустив благословення, ритуал все ще дійсний [див. Закони благословень Маймоніда 11:5]; таким чином, навіть якщо шохет не зміг прочитати благословення перед шхитою, забій все одно є дійсним, а м'ясо кошерним.
- Існують певні обмеження щодо того, які органи або частини туші можна вживати в їжу тварини, забитої за халяльним способом. Загальновідома заборона включає кров (Коран 2:173), ханафітська школа додає пеніс, яєчка, вульву, залози.[20] Однак, окрім крові, кашрут також забороняє їсти хелев (певні типи жиру) і гід ханоше (сідничний нерв), тому задня частина кошерної тварини повинна пройти процес, який називається nikkur (або, на їдиш, traibering), щоб бути придатною для споживання євреями. Оскільки nikkur є дорогим і трудомістким процесом, його рідко практикують за межами Ізраїлю, а задні четвертини кошерно забитих тварин в решті світу зазвичай продаються на некошерних ринках.[21]

## Інші порівняння

### Подібності
- Після забою обидва вимагають огляду тварини, щоб переконатися, що вона придатна до споживання. Інструкції дхабіха загалом говорять про те, що тушу слід оглянути,[18] тоді як kashrut стверджує, що внутрішні органи тварини повинні бути досліджені, «щоб переконатися, що тварина не хвора».
- Обидва набори релігійних правил є предметом суперечок між різними органами влади з регіональними та іншими пов'язаними відмінностями щодо дозволених харчових продуктів.
- Суворо дотримувані послідовники будь-якої релігії не будуть їсти в ресторанах, які не сертифіковані відповідно до їхніх правил.
- М'ясо, яке забивають і продають як кошерне, потрібно ще посолити, щоб витягнути залишки крові та домішок. Подібна практика дотримується в деяких мусульманських домогосподарствах, але з використанням оцту. Це робиться для видалення всієї поверхневої крові з м'яса відповідно до ісламської заборони споживання крові.[джерело?][потрібна цитата]

### Відмінності
- Під час єврейського свята Песах додатковий набір обмежень вимагає заборони їсти хамец (закваску з тіста або ферментовані продукти з п'яти видів зерен). Ця вимога є специфічною для свята і не має нічого спільного з законами кашруту.
- В іудаїзмі на допустимість їжі впливає багато другорядних факторів. Наприклад, посуд і інструменти, які використовуються для приготування їжі, також повинні зберігатися окремо від некошерних продуктів і не використовуватися як для молочних, так і для м'ясних продуктів. (Якщо посудину або інструмент, що використовується для приготування молочних продуктів, потім використовувати для приготування м'яса, їжа стає некошерною, а саму посудину чи інструмент більше не можна використовувати для приготування або споживання кошерної їжі.) Загалом, така ж політика поширюється на будь-який прилад, який використовується для приготування їжі, наприклад духовки чи плити. Закони дещо м'якші для певних кухонних предметів, таких як мікрохвильові печі чи посудомийні машини, хоча це значною мірою залежить від традицій (мінгаґ) або власних суворих практик (chumrot). В результаті цих факторів багато консервативних і ортодоксальних євреїв відмовляються їсти страви, приготовані в будь-якому ресторані, які не є кошерними, навіть якщо для замовленої страви використовуються лише кошерні інгредієнти.
- Так само в ісламському приготуванні їжі допустимість їжі також залежить від того, чи контактує вона з нехаляльними продуктами чи напоями з посуду чи кухонних поверхонь. Посуд, який використовується для свинини, алкогольних напоїв, крові чи будь-яких інших неприпустимих речовин, не можна використовувати для халяльної їжі.
- У Сполучених Штатах проживає близько 40 відсотків єврейського населення світу, близько 6,8 мільйона. Тут проживає найбільше єврейське населення і, отже, найбільші кошерні ринки. Найбільші ринки розташовані в таких густонаселених штатах, як Нью-Йорк (наприклад, Нью-Йорк), Каліфорнія (зокрема Лос-Анджелес), Флорида (Маямі) та Нью-Джерсі. Кошерна їжа займає особливу нішу на продовольчому ринку, і, незважаючи на те, що лише 10–15 відсотків американських євреїв кажуть, що вони купують кошер, у 2013 році ця ніша коштувала понад 12,5 мільярдів доларів. За оцінками галузей промисловості, які постачають кошерну продукцію, у Сполучених Штатах є понад 12 мільйонів кошерних споживачів і що приблизно 1 з 5 американців регулярно або час від часу купує кошерні продукти, тому що вони кошерні. У Сполучених Штатах налічується понад 11 000 компаній і заводів, які виробляють кошерність, і продається понад 195 000 пакетованих продуктів, сертифікованих кошерністю. За оцінками, 70 відсотків вироблених харчових інгредієнтів і 40–50 відсотків продуктів, що продаються в Сполучених Штатах, є кошерними[15]
- Кошерний ринок постійно зростає. За останні десятиліття такі компанії, які сертифікують кошерність, як Православний союз, виросли, щоб задовольнити ринок. Зовсім недавно такі великі корпорації, як Coca-Cola, почали переводити сегменти свого виробництва на кошерні, щоб задовольнити попит (особливо під час Песаху). Існують такі кошерні фестивалі, як Кошерфест, на яких багато кошерних кухарів змагаються в кулінарному мистецтві.[15]